# Alexīs Falekas
Alexandros Falekas, detto Alexīs (in greco Αλέξανδρος "Αλέξης" Φαλέκας?; Atene, 1º agosto 1976), è un allenatore di pallacanestro ed ex cestista greco.

## Carriera
Con la Grecia under 26 ha disputato i Giochi del Mediterraneo di Tunisi 2001.

## Palmarès
- Coppa Saporta: 1

Maroussi: 2000-01